# Головна вулиця (Київ)
Головна́ ву́лиця — зникла вулиця, що існувала в Дніпровському районі міста Києва, місцевість Воскресенська слобідка. Пролягала від Головного провулку до вулиці Івана Микитенка.
Прилучалися Ошитківська вулиця і Погребський провулок.

## Історія
Виникла у першій половині XX століття під назвою вулиця Леніна. Назву Головна вулиця набула 1957 року. 
Ліквідована наприкінці 1970-х років у зв'язку зі знесенням старої забудови Воскресенської Слобідки та частковим переплануванням місцевості.